# Camponotus quadrimaculatus
Camponotus quadrimaculatus är en myrart som beskrevs av Auguste-Henri Forel 1886. Camponotus quadrimaculatus ingår i släktet hästmyror, och familjen myror.

## Underarter
Arten delas in i följande underarter:
- C. q. immaculatus
- C. q. opacatus
- C. q. quadrimaculatus
- C. q. sellaris

## Bildgalleri

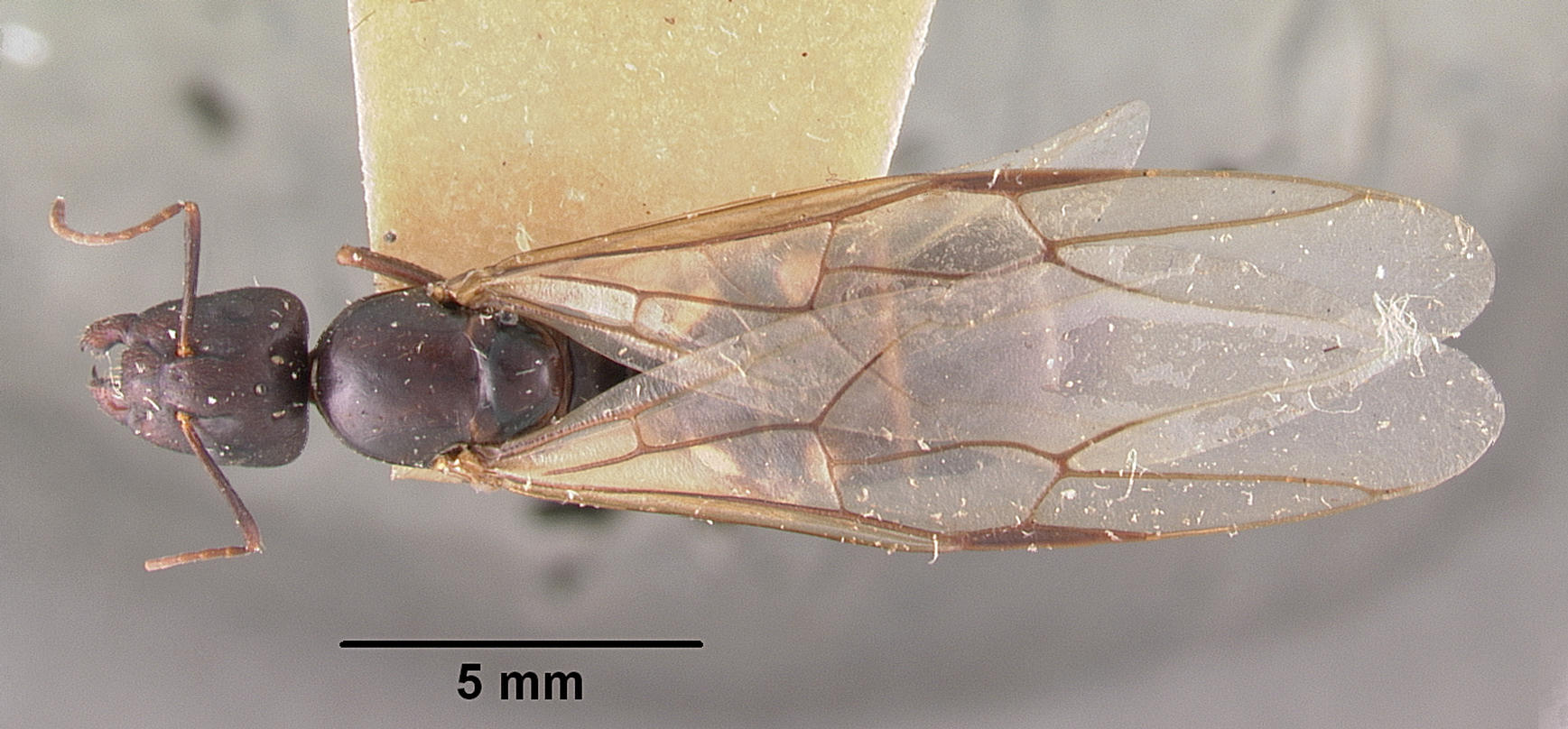
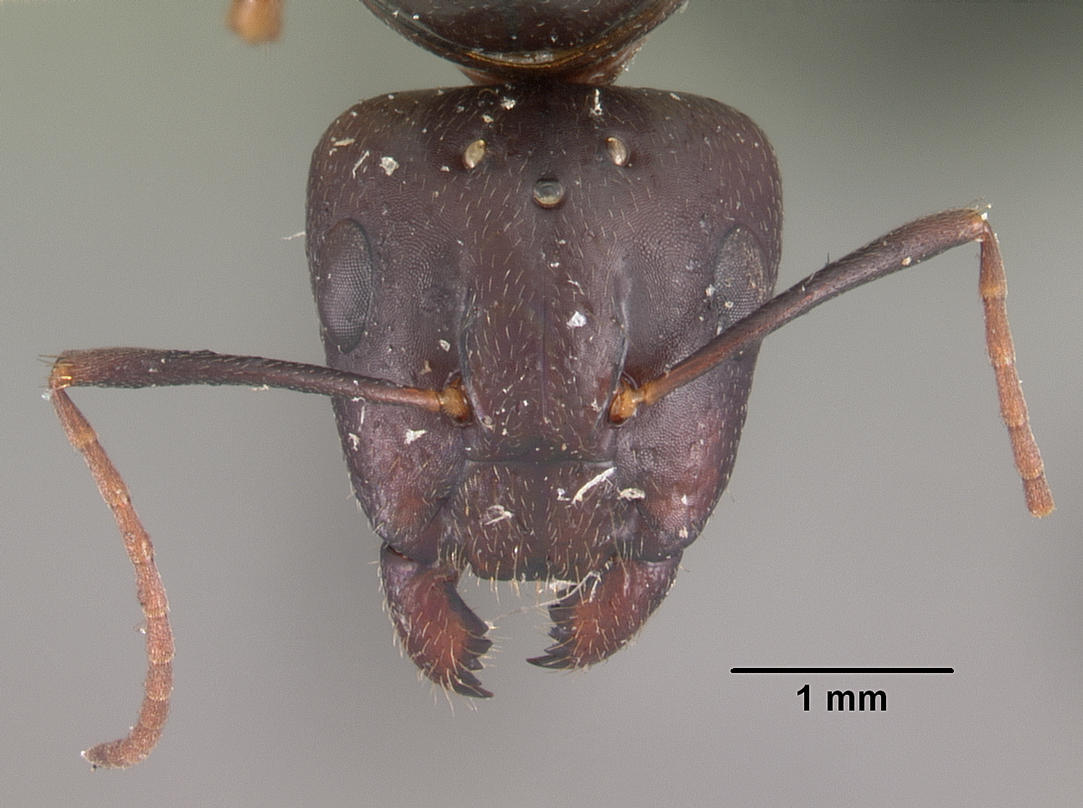
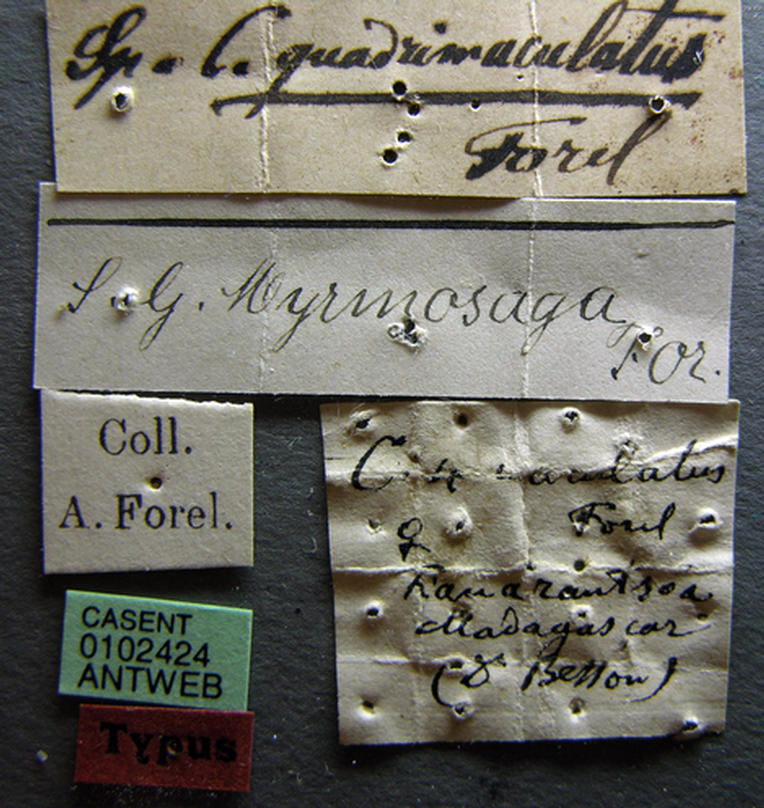
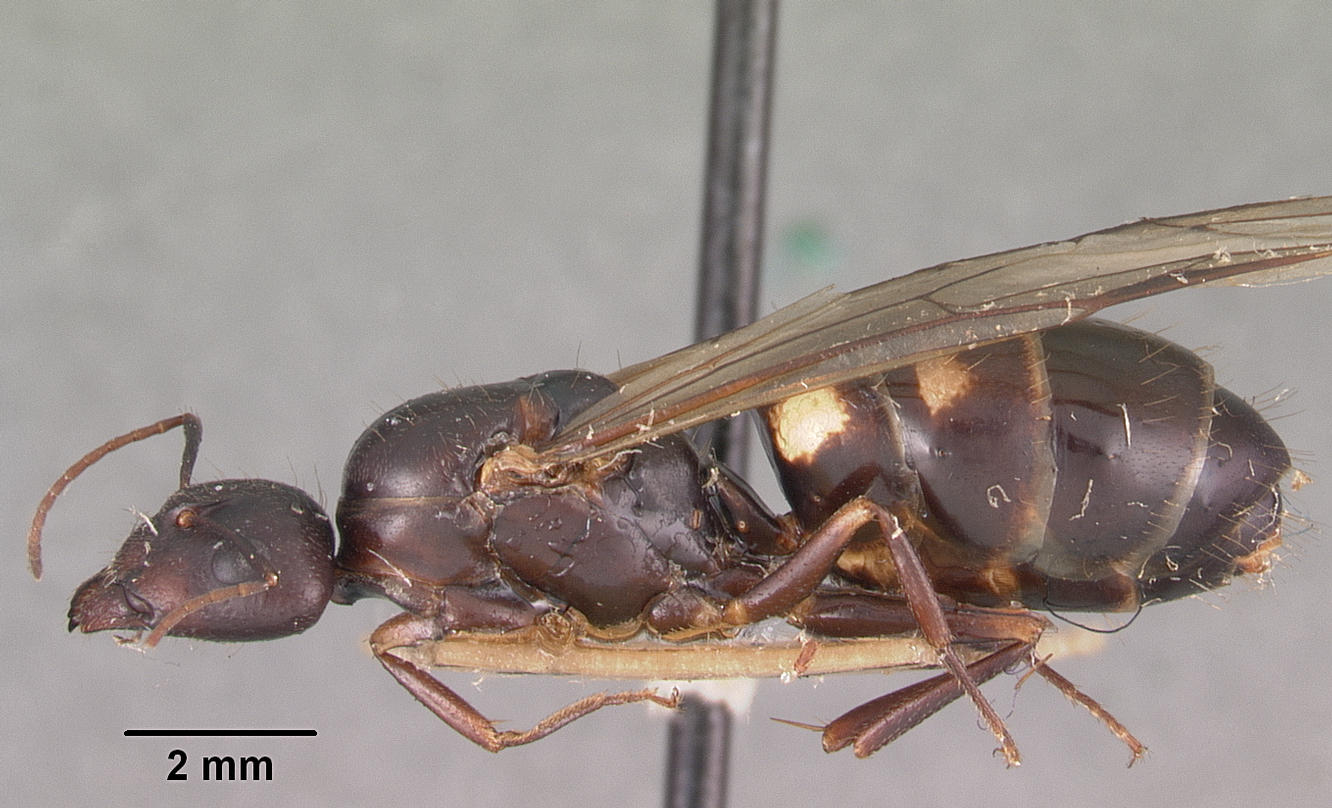
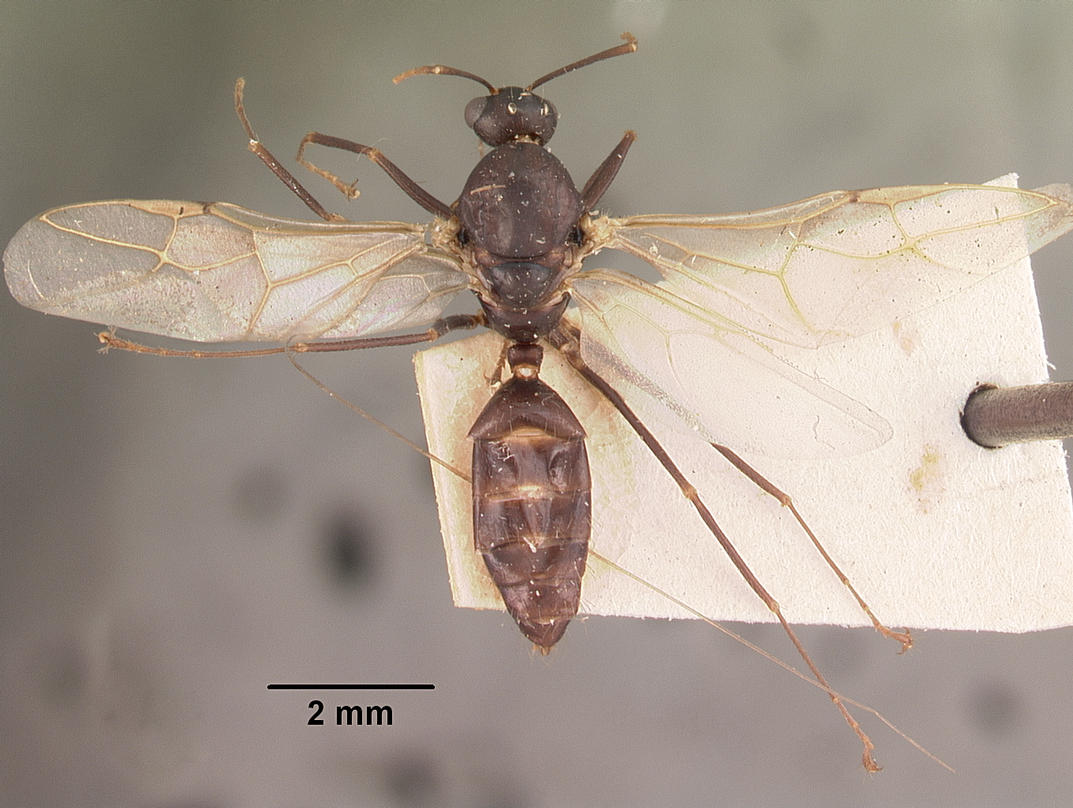
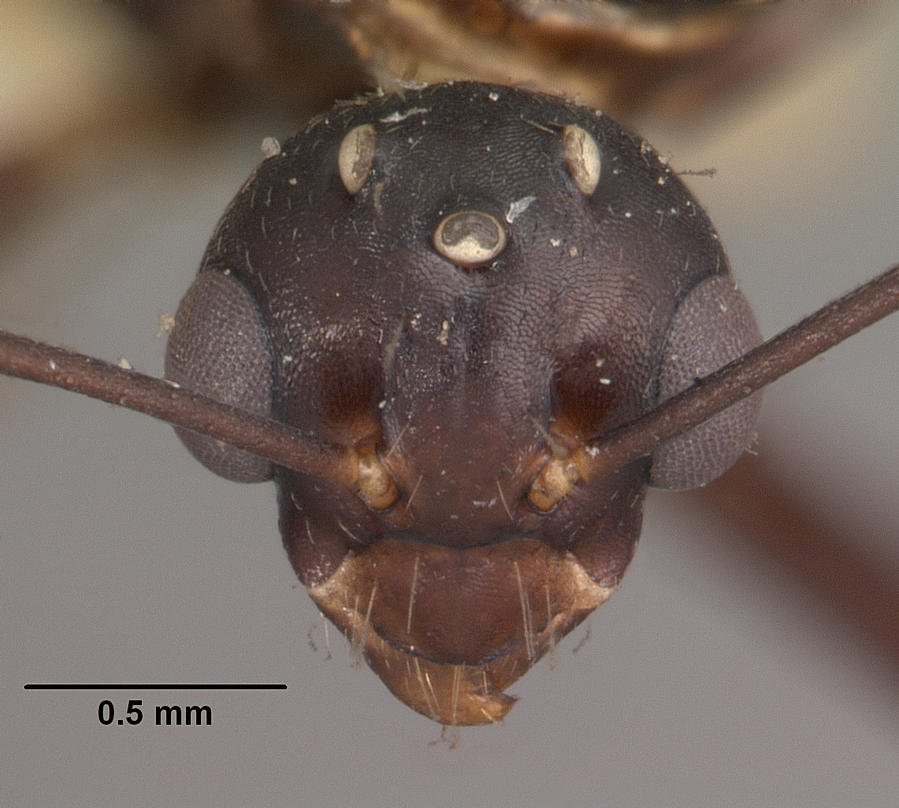